# 2015年問題
2015年問題（にせんじゅうごねんもんだい）は、2015年に発生する、もしくは深刻化することが懸念されている年問題である。

## 団塊の世代の年金給付
「団塊の世代」(1947年～1949年生まれ)が2012年から65歳を迎え始め、2015年にはすべての団塊の世代が年金の全額が給付される65歳以上になるという問題。労働人口の減少が懸念されるほか、年金給付の受給人口の急激な増大により、年金財政への圧迫が懸念されている。

## システムエンジニアの不足
2015年には、国民一人ひとりに番号を振り、税の徴収や社会保障に役立てる「社会保障・税番号制度」(マイナンバー制度)が導入される。ブラック企業の蔓延やデジタル土方、安易な解雇など劣悪な労働環境や背景にある業界体質の問題からIT業界離れが進行しておりIT技術者が不足する中で、マイナンバー制度導入に伴い、システム開発業界で直前に仕事が集中してシステムエンジニア(SE)が不足することが懸念されている。

## 年数処理のバグ
スーパーファミコン用ゲームソフト『天外魔境ZERO』では、ソフトに内蔵されたリアルタイムクロックの初期設定が2014年までしか対応していないため、2015年以降にプレイすると時計に関する機能が正常に動作しなくなる。